# Istiglal
El Istiglal IST-14,5 (también conocido como el Istiglal) es un fusil de francotirador anti-material, semiautomático y desarrollado por la industria azerbaiyana de defensa. La palabra Istiglal significa "Independencia" en idioma azerí.

## Historia
Aunque desarrollado en 2008, sólo fue revelado en 2009 durante la Feria Internacional de la Defensa. Su aparición ha atraído un gran número de visitantes. 
Ha sido exportado a las Fuerzas Armadas de Turquía y Pakistán.

## Variantes
Fusil de francotirador Mubariz: Una versión de 12,7 × 108 mm del Instigal de 14,5 mm introducido por el Ministerio de Industria de Defensa de Azerbaiyán. El rifle de francotirador Mubariz, de 12,7 mm, es mucho más ligero en comparación con el Istiglal por 15 kg, con un cargador de cinco cartuchos.

## Descripción técnica
El Istiglal se puede desmontar en dos componentes separados para facilitar su transporte. Se dice que el rifle es operable en climas adversos como lluvia y suciedad con rangos de temperatura de 50 a -50 grados centígrados.

## Usuarios
- Azerbaiyán
- Turquía
- Pakistán
- Jordania